# Dona Ivone Lara
Dona Ivone Lara (portuguès: Yvonne Lara da Costa)  (Rio de Janeiro, 13 d'abril de 1921 - Rio de Janeiro, 16 d'abril de 2018) va ser una cantant i compositora brasilera de l'escola de samba Império Serrano. Coneguda com la Reina de la Samba, va entrar en aquest àmbit en una època en què era dominat majoritàriament per homes, cosa que feia difícil la incorporació per a les dones i fins i tot va arribar a renunciar a l'autoria de les seves primeres obres perquè fossin acceptades pel públic.

## Biografia
Nascuda al barri de Botafogo de Rio de Janeiro el 1921, va quedar òrfena de pare i mare als tres i als dotze anys, respectivamernt, i va ser criada pels seus oncles, que li van fer aprendre a tocar el cavaquinho i apreciar la samba amb el seu cosí Fuleiro.
La seva formació musical s'inicia al Colégio Municipal Orsina da Fonseca, on començà en el cant orfeònic i fou alumna de Zaíra de Oliveira i de Lucília Guimarães, l'esposa d'Heitor Villa-Lobos. Unint aquesta formació musical amb una sòlida amalgama entre el popular i l'erudit, els recursos musicals i les intuïcions, als 13 anys va compondre la seva primera cançó, Tiê-tiê, el nom d’un ocellet molt estimat per l’artista i ja sempre una de les cançons més sol·licitades en les seves presentacions.
Es va graduar en Infermeria i Treball Social, especialitzada en teràpia ocupacional, i va treballar com a assistent social en diversos hospitals psiquiàtrics de l'estat de Rio de Janeiro, on va ser companya de Nise da Silveira.
Al 1947 es va incorporar a l'Escola de Samba Prazer da Serrinha i, en tancar, al 1965, es va unir a l’ala de Compositors de l'escola Império Serrano, i va compondre amb Silas de Oliveira i Bacalhau l’obra mestra del gènereː Os cinco bailes da corte o Os cinco bailes da história do Rio, que esdevingué un clàssic. Era així la primera dona a compondre l'himne d'una escola de samba.
Des de 1977, l'any del seu retir professional, es va dedicar per complet a la carrera artística, i va escriure cançons per a artistes com Clara Nunes, Maria Bethânia, Caetano Veloso, Gilberto Gil, Paula Toller, Paulinho da Viola, Beth Carvalho, Marisa Monte, Diogo Nogueira o Elba Ramalho.
El 2012, l'escola Império Serrano va homenatjar-la amb la cançó Dona Ivone Lara: O enredo do meu samba.

## Discografia
- 1970 - Sambão 70
- 1972 - Quem samba fica?
- 1974 - Samba minha verdade, minha raiz
- 1979 - Sorriso de criança
- 1980 - Serra dos meus sonhos dourados
- 1981 - Sorriso negro
- 1982 - Alegria minha gente
- 1985 - Ivone Lara
- 1986 - Arte do encontro (amb Jovelina Pérola Negra)
- 1998 -  Bodas de ouro
- 1999 - Um natal de samba (amb Délcio Carvalho)
- 2001 - Nasci para sonhar e cantar
- 2004 - Sempre a cantar (amb Toque de Prima)
- 2009 - Canto de Rainha (DVD)
- 2010 - Bodas de Coral (amb Délcio de Carvalho)
- 2010 - Nas escritas da vida (amb Bruno Castro)